# ورلو پمبیا
ورلو پمبیا (به ایتالیایی: Varallo Pombia) یک کومونه در ایتالیا است که در استان نووارا واقع شده‌است.

## خصوصیات
ورلو پمبیا ۱۳٫۶ کیلومترمربع مساحت و ۴٬۵۹۸ نفر جمعیت دارد.

## خواهرخوانده
شهر تیون‌ویل خواهرخواندهٔ ورلو پمبیا هست.